# Avtocesta A5
Avtocesta A5 (Pomurska avtocesta) je dolga 79,5 km in povezuje avtocesto A1 od razcepa Dragučova z Madžarsko pri Pincah. Avtocesta poteka preko Slovenskih goric in Prekmurja. Sočasno je to tudi sestavni del evropskih poti z oznako E653.

## Zgodovina
V letih 2002 – 2003 je bilo zgrajenih 11,2 km avtoceste med Vučjo vasjo in Lipovci mimo Murske Sobote, na katerem sta bila zgrajena tudi najdaljša slovenska cestna mostova preko reke Mure, dolžine 833 m oziroma 837 m. Ta odsek je praktično predstavljal obvoz mimo Murske sobote ter rešil potek skozi strnjena naselja Petanjcev, Tišine in drugih, kjer je bil predvsem tovorni promet zelo moteč, pa tudi za prometno varnost ob tedaj glavni cesti ni bilo poskrbljeno.
Z vstopom Slovenije v Schengenski prostor meseca maja leta 2004 se je predvsem tranzitni tovorni promet drastično povečal, zato se je nadaljnja izgradnja avtoceste začela v letu 2006 pospešeno odvijati. Konec maja 2008 je bil dograjen naslednji 7,8 km dolg gradbeni odsek Maribor-Lenart, v avgustu 2008 pa je promet stekel še po novem 31,1 km dolgem gradbenem odseku Lipovci - Pince. Zadnji gradbeni odsek, Lenart - Vučja vas, je bil predan prometu 30. oktobra 2008.

## Značilnosti
Avtocesta A5 je zgrajena v začetnem delu od Dragučove do Močne v normalnem prečnem profilu kot štiripasovna z ločilnim pasom in z odstavnimi pasovi, preostali del pa le z odstavnimi nišami, ki so na razdalji od 500 do 800 m. Od razcepa Dragučova dalje poteka po Pesniški dolini in dolini Partinjskega potoka. V nadaljevanju poteka skozi gozd in kmetijske površine, obide jezero Radehova, prečka več melioracijskih jarkov in potok Velko, obide tudi naselje Lenart. Pri Spodnji Senarski prečka dolino Drvanje ter teče vzporedno z regionalno cesto, ko se pri priključku Cerkvenjak obrne proti vhodu pod grebenom Cenkove, ki ga prečka delno s pokritim vkopom delno s predorom. Izhod iz predora se nahaja v dolini Cogetinskega potoka. V nadaljevanju poteka avtocesta severno od Grabonoškega vrha, skozi gozdnato območje Kamenščaka preide v dolino Ščavnice. Po prečkanju doline se usmeri na jugovzhod, teče preko gričevnatega predela Kupetincev, se v Zasadih zopet obrne proti severovzhodu in se izteče pri Vučji vasi v dolino Mure. V gradbenem smislu je bil to najzahtevnejši odsek prekmurske avtoceste. Kot obvoznica Murske Sobote prečka reko Muro, Ledavo, železniško progo proti Hodošu in regionalno cesto prečka pri Lipovcih. Tukaj se usmeri proti jugovzhodu, zaobide Gančane, prečka vodovarstveno območje Hraščica, mimo Turnišča, ponovno prečka Ledavo ter se skozi Črni Log pri Banuti obrne proti jugu in Lendavi ter Pincam, kjer se na madžarski meji tudi konča.
Na avtocesti A5 sta dva razcepa: Dragučova, v navezavi na avtocesto A1, ter Dolga vas, kjer se od avtoceste odcepi 3,5 km dolg odsek hitre ceste H7 proti opuščenemu mejnemu prehodu Dolga vas na meji z Madžarsko. Avtocesta ima 12 priključkov, in sicer: Pernica, Lenart, Sv. Trojica, Cerkvenjak, Sv. Jurij ob Ščavnici, Vučja vas, Murska Sobota, Lipovci, Gančani, Turnišče, Lendava in Pince.
Cestninska postaja Dragotinci je že narejena po uvedbi vinjet in ima zato prost prehod na avtocesti za osebna vozila in posebne steze za cestninjenje.

## Objekti

### Predori in pokriti vkopi
- Cenkova desni 357 m, Cenkova levi 361 m
- pokriti vkop Cenkova desni 258 m, levi 241 m
- Nadhod za živali pri Lenartu 34 m
- Ekodukt pri Brengovi 32,5 m
- Ekodukt pri Gančanih 32,5 m
- Ekodukt v Urbarialnem gozdu 32,5 m
- Ekodukt v Mostju 32,5 m

### Viadukti
- Dragučova III. 176 m
- Dragučova IV. 168 m
- Močna desni 166 m, Močna levi 167 m
- Zamarkova desni 171 m, Zamarkova levi 171 m
- Senarska desni 108 m, Senarska levi 108 m
- Zglavje desni 135 m, Zglavje levi 134 m
- Grabe desni 257 m, Grabe levi 258 m
- Kupetinci desni 347 m, Kupetinci levi 349 m
- Bučečovci desni 116 m, Bučečovci levi 116 m
- Trimlini desni 183 m, Trimlini levi 183 m

### Drugi premostitveni objekti
Na avtocesti A5 je še: 39 mostov, 38 nadvozov, 34 podvozov.
Na avtocesti je bila posebna pozornost posvečena zaščiti dvoživk tako s posebnimi ograjami kot zgrajeni prehodi pod avtocesto, kot tudi prehajanju živali za kar je bilo zgrajenih 5 premostitvenih objektov v funkciji ekodukta.

### Oporne konstrukcije
Na odsekih s slabimi geotehničnimi razmerami je bilo zgrajenih 20 opornih konstrukcij, med njimi kar 15 pilotnih sten.

## Varstvo okolja
Avtocesta A5 v precejšnjem delu poteka po občutljivem naravnem okolju, zato je bilo treba za zaščito habitatov še posebej poskrbeti. Zgrajeno je bilo več nadomestnih habitatov, številni prehodi za dvoživke in ekodukti za prehajanje visoke divjadi. V bližini naseljenih območij so zgrajene protihrupne ograje.

## Oskrbne postaje in počivališča
Na avtocesti A5 so zgrajeni štirje oskrbni centri v Svetem Juriju ob Ščavnici (Grabonoš) in v Murski Soboti ter šest počivališč z bencinsko črpalko, parkiriščem in manjšim bifejem: Lormanje, Dolinsko, Pince.

## Galerija
- Galerija in predor Cenkova
- Avtocesta A5 proti Lenartu
- Avtocesta A5 med Cerkvenjakom in Vučjo vasjo
- Cestninska postaja Dragotinci
- Protihrupna zaščita na v bližini Pernice